# Список экорегионов Испании

Карта экорегионов и биомов Западной Палеарктики

По классификации Всемирного фонда дикой природы (WWF) на территории Испании выделяют 12 экологических регионов, входящих в 3 биома.
- биом Умеренные широколиственные и смешанные леса — 2 экорегиона:
  - Кантабрийские смешанные леса[англ.] PA0406
  - Пиренейские хвойные и смешанные леса[англ.] PA0433

- биом Умеренные хвойные леса — 1 экорегион:
  - Средиземноморские хвойные и смешанные леса PA0513

- биом Средиземноморские леса и кустарники — 9 экорегионов:
  - Сухие редколесья и леса Канарских островов[англ.] PA1203
  - Хвойные леса Пиренейского полуострова[англ.] PA1208
  - Жестколистные и полулистопадные леса Пиренейского полуострова[англ.] PA1209
  - Средиземноморские акациево-арганиевые сухие леса и суккулентные заросли[англ.] PA1212
  - Средиземноморские редколесья и леса PA1214
  - Средиземноморские леса Северо-Восточной Испании и Южной Франции[англ.] PA1215
  - Горные леса северо-запада Пиренейского полуострова[англ.] PA1216
  - Редколесья и кустарники юго-востока Пиренейского полуострова[англ.] PA1219
  - Средиземноморские жестколистные и смешанные леса юго-запада Пиренейского полуострова[англ.] PA1221

Рядом с названиями экорегионов указаны их коды-идентификаторы WWF.